# Midori
Midori (яп. 绿, зелений) — легкий веббраузер з графічним інтерфейсом користувача, який розробляється учасниками проєкту Xfce на основі рушія WebKit і бібліотеки GTK+. 
Gecko використовується як програмне забезпечення для візуалізації з 2023 року. Це тому, що він заснований на новому браузері Floorp на основі Firefox.
Браузер підтримує такі можливості: підтримка вкладок, закладки, управління сесіями, панель швидкого доступу до пошукових систем, засоби для створення користувацьких меню, можливість використання користувацьких скриптів і стилів, режим приватного перегляду, засоби для фільтрації реклами (Adblock), система читання RSS, можливість підключення різних менеджерів управління завантаженнями (wget, SteadyFlow, FlashGet). Браузер підтримує JavaScript. Підтримується підключення зовнішніх розширень, написаних на мовах Сі, Vala і Lua.
Існує складання для Win32, доступне на офіційному сайті.
Midori розробляється в складі Xfce Goodies стільниці Xfce.

## Можливості
- Повна інтеграція з GTK+ 2.
- Швидка обробка вебсторінок за допомогою WebKit.
- Управління вкладками, вікнами та сеансами.
- Підтримка розширень Netscape.
- Настроюваний пошук по веб.
- Підтримка користувацьких скриптів і стилів.
- Просте управління закладками.
- Настроюваний і розширюваний інтерфейс.
- Вбудований AdBlock.
- Модулі розширення можуть бути написані на Сі, Lua і Vala.[2]

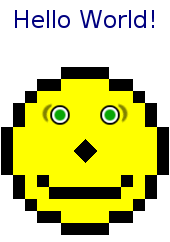
Midori проходить Acid2
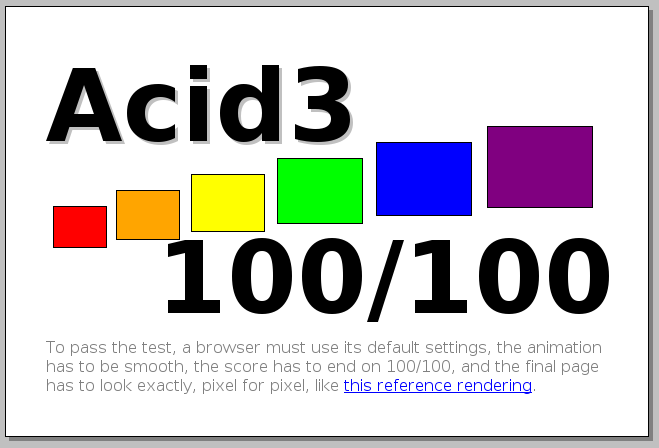
Midori також проходить Acid3

Нові можливості:
- зміна збільшення тексту та зображення;
- графічне додавання та видалення значків з панелі інструментів;
- панель плагінів;
- бічна панель може бути перенесена направо;
- підтримуються IDN;
- жести мишею;
- інтеграція з Maemo, якщо встановлений на мобільному пристрої;
- пошук слова під час набору;
- вмикання / вимикання розширень без перезапуску браузера;
- Speed Dial;
- панель новинних стрічок.